# Апгар, Вирджиния
Вирджиния Апгар (англ. Virginia Apgar; 7 июня 1909 — 7 августа 1974) — американский врач, исследовательница, врач-анестезиолог в акушерстве. Известна как создательница шкалы Апгар.

## Биография
Родилась 7 июня 1909 года в Уэстфилде, Нью-Джерси (США) младшей из трёх детей в семье Хелен Кларк и Чарльза Эмори Апгара. Отец Вирджинии был работником страховой компании, увлекался астрономией и радиотехникой, что впоследствии прославило его, как человека, раскрывшего немецкие 
радиошифрограммы во время Первой мировой войны. Ранний интерес Вирджинии к науке и медицине был во многом вдохновлён её отцом, собравшим в подвале их дома небольшую научную лабораторию с самодельными телескопом и радиооборудованием. Мать Вирджинии была дочерью методиста. Вирджиния росла в музыкальной семье и с ранних лет училась игре на скрипке, также она увлекалась коллекционированием марок и спортом. Младший брат Вирджинии умер от туберкулёза в раннем детстве, а старший страдал от хронического заболевания.

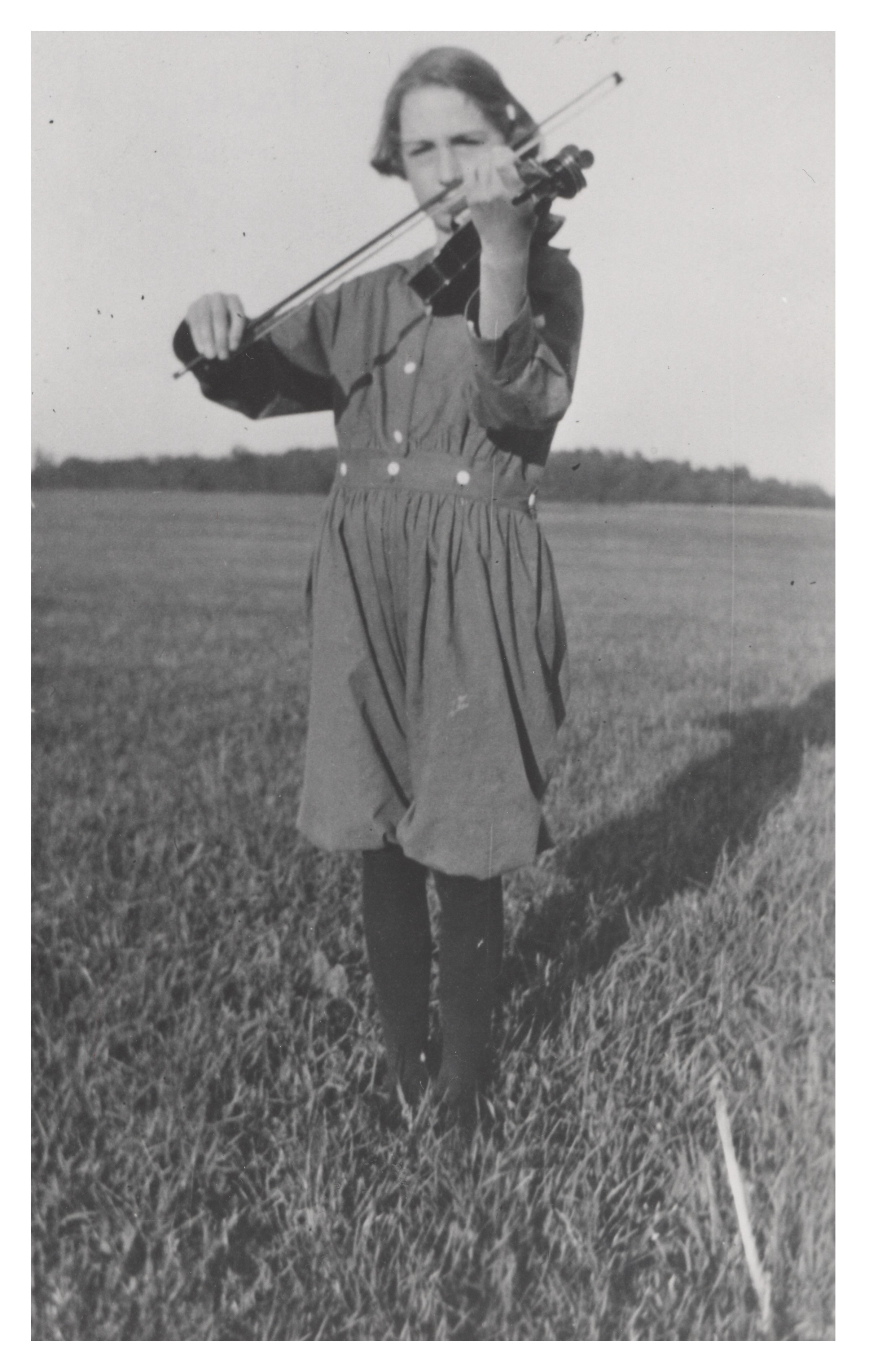
Одиннадцатилетняя Вирджиния Апгар играет на скрипке, 1920 год

В 1925 году Вирджиния Апгар оканчивает школу и поступает в колледж Маунт Холиок в тот же год. Проявила себя активной студенткой: писала статьи для газеты колледжа, участвовала в спортивных соревнованиях, театральных постановках, играла в оркестре. Несмотря на столь активную студенческую жизнь, Вирджиния успевала и подрабатывать в свободное время. В 1929 она окончила колледж Mount Holyoke по специальности зоология с непрофильными психологией и химией.
За месяц до биржевого краха в октябре 1929 года Вирджиния Апгар поступает в колледж терапии и хирургии Колумбийского университета (Columbia P&S) в Нью-Йорке. Несмотря на многообещающие результаты Вирджинии, после первого года обучения её наставник Аллен Уиппл, обеспокоенный тем, что карьерные и экономические перспективы для женщин-хирургов будут бедственны во время великой депрессии, предложил ей заняться анестезиологией вместо хирургии. В то время анестезиология только начала формироваться как медицинская специальность, медсестёр-анестезиологов было мало, поэтому Апгар приняла предложение Уиппла и после второго года интернатуры стала участницей пресвитерианской программы для медсестёр-анестезиологов, затем она посещала программы ординатуры, возглавляемые Ральфом Вотерсом в университете Висконсина и Эмери Ровенстином в больнице Бельвю.
В 1938 году Вирджиния вернулась к работе в Пресвитерианской больнице Нью-Йорка, возглавив новое отделение анестезии от кафедры хирургии Колумбийского университета; таким образом, она стала первой женщиной на посту заведующей отделением в этой больнице. Несмотря на свою должность, Вирджиния испытывала проблемы с наймом персонала в своё отделение, так как хирурги не воспринимали анестезиологов как равных себе специалистов, относясь к ним с пренебрежением. Оплата труда анестезиологов также была низкой. Апгар оставалась единственным штатным сотрудником вплоть до середины 40-х годов. К 1946 году анестезиология стала признанной медицинской специальностью с обязательной подготовкой в ординатуре, а в 1949 году, когда многочисленные исследования по анестезиологии привели к необходимости создания отдельной кафедры, доктор Вирджиния Апгар стала первой женщиной, получившей звание профессора Колумбийского университета. Но, вопреки ожиданиям Вирджинии, заведующим кафедрой стал её коллега Эмануэль Паппер.

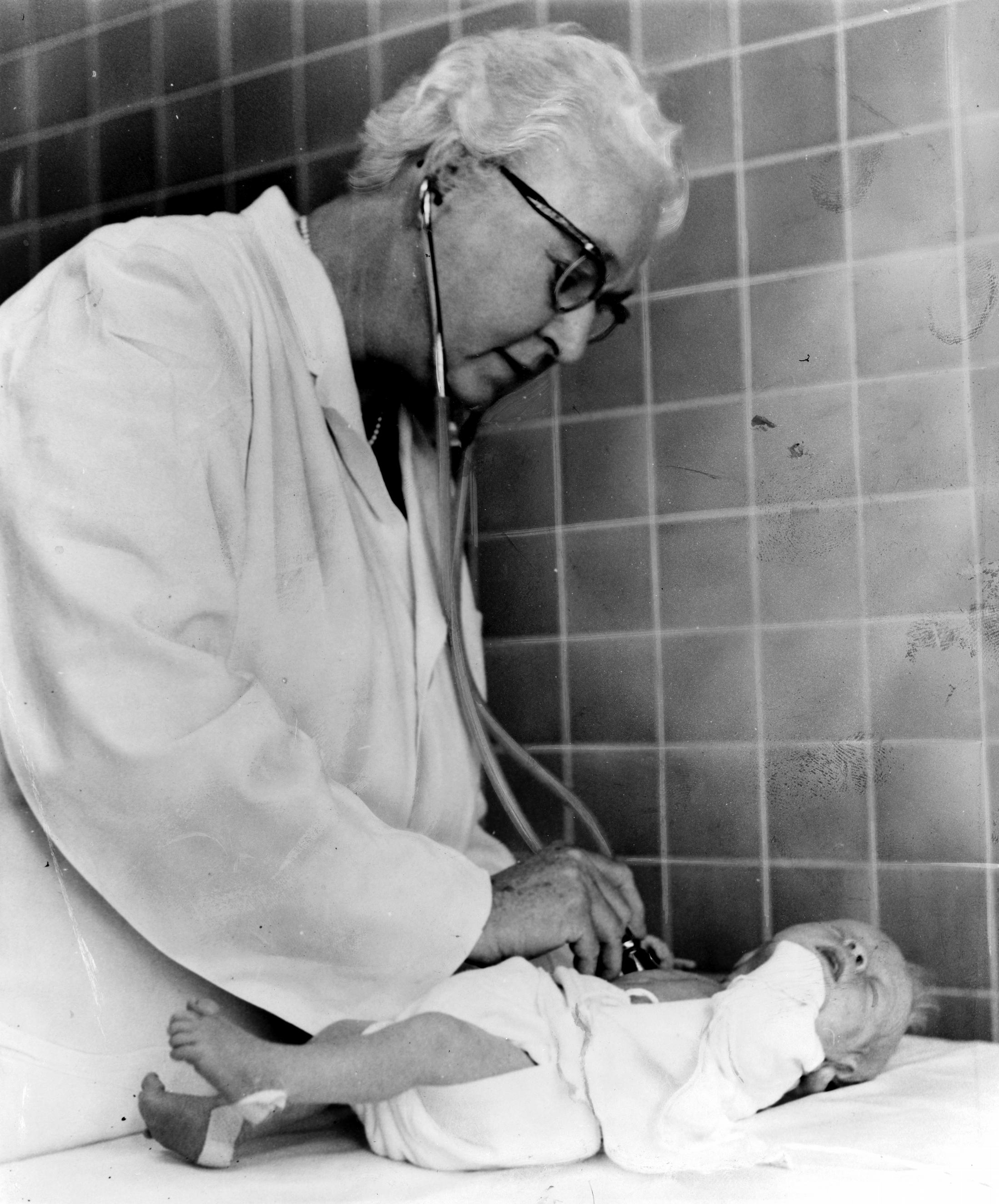
Вирджиния Апгар с новорожденным, 1966 год

После получения звания профессора Вирджиния продолжила обучать интернов и начала уделять больше времени проблемам акушерской анестезиологии. Её особенно интересовало влияние анестезии матери на новорожденного и снижение уровня неонатальной смертности. Младенческая смертность в целом снизилась с 1900 г., но её показатели у новорожденных всё ещё были высоки. К 1952 году Вирджиния Апгар разработала специальную балльную систему оценки состояния новорожденных, основанную на их показателях по частоте сердечных сокращений, глубине дыхания, состояния рефлексов, мышечного тонуса и окраске кожного покрова. Впоследствии эта система вошла в медицинский обиход под названием шкала Апгар.
В 1958 году доктор Апгар поступила в Школу национального здравоохранения при Университете Джонса Хопкинса и получила степень магистра в области общественного здравоохранения (Master of Public Health) в 1959 году. Вирджиния начала уделять больше времени исследованиям врождённых дефектов у новорожденных и тому, как их предотвратить или свести к минимуму. В это же время национальный фонд помощи больным детям March of Dimes предложил Вирджинии возглавить их новое подразделение по борьбе с врождёнными пороками развития, и она согласилась. Много путешествуя и выступая перед различной аудиторией, Апгар стала амбассадором фонда, популяризуя идеи ранней диагностики врождённых дефектов и отклонений развития, а также необходимости более масштабных научных исследований в этой области. За время своей работы ей удалось увеличить сумму годовых доходов фонда более чем в два раза. Впоследствии Апгар получила в фонде должности директора по фундаментальным медицинским исследованиям (1967—1968) и вице-президента по медицине (1971—1974).
Искренняя забота о здоровье детей и педагогический талант Вирджинии Апгар привели к написанию в 1972 году книги «Is My Baby All Right?: A Guide to Birth Defects» в соавторстве с Джоаной Бек.

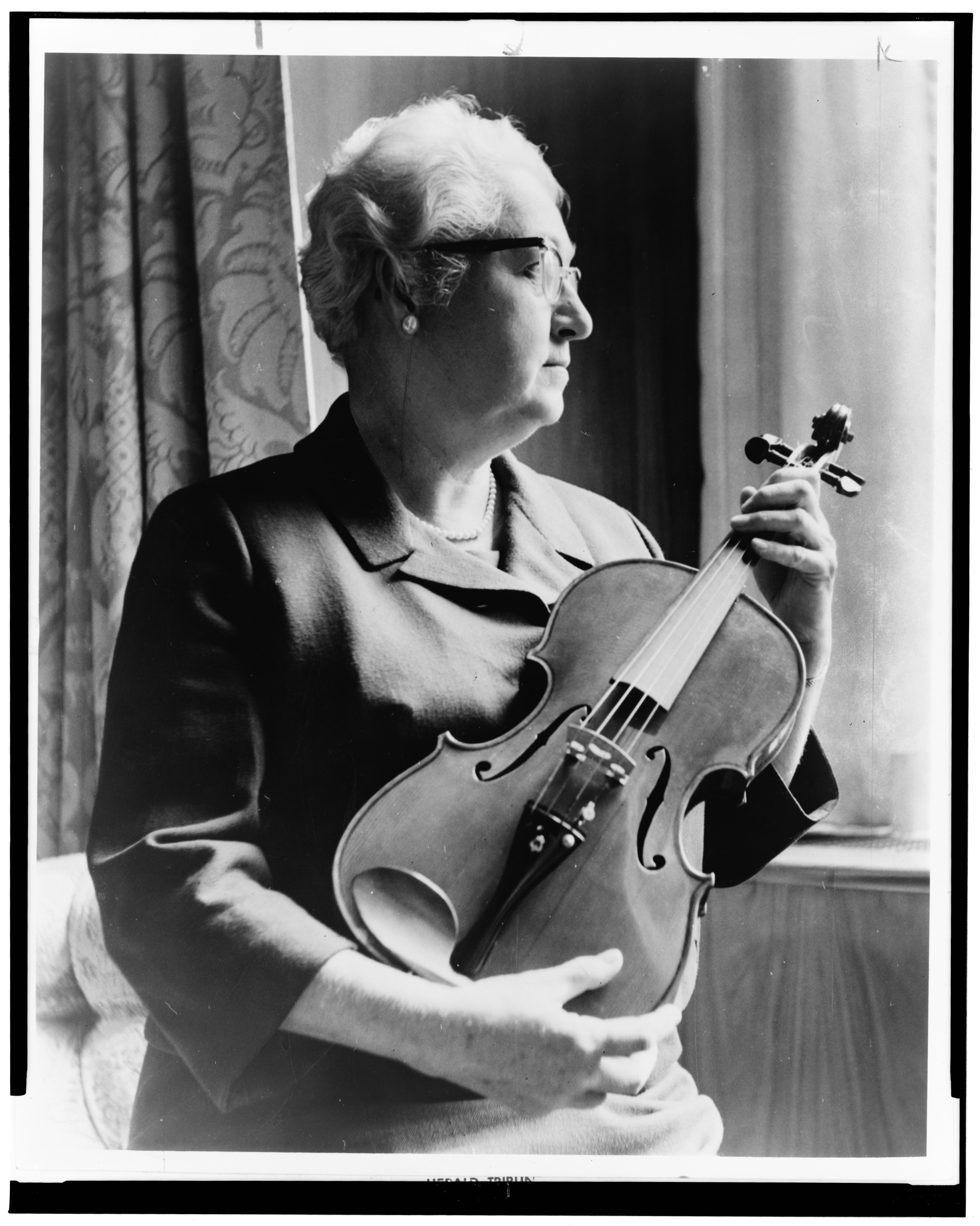
Вирджиния Апгар с самодельной скрипкой, 60-е годы

Вирджиния Апгар вела лекции на медицинском факультете Корнеллского университета (1965—1971), где впоследствии получила должность клинического профессора педиатрии (1971—1974) и преподавала тератологию. В 1973 году Апгар была назначена лектором в Школу национального здравоохранения при университете Джонса Хопкинса.
Несмотря на свою активную работу, Вирджиния находила время и для многочисленных увлечений. Известно, что она путешествовала со скрипкой, часто играя в любительских камерных квартетах. В 50-х годах друг Апгар познакомил её с процессом создания музыкальных инструментов, и они смастерили две скрипки, альт и виолончель. Также Вирджиния увлекалась садоводством, рыбной ловлей, игрой в гольф и филателией. Когда ей было уже за пятьдесят, Вирджиния начала брать уроки полётов на самолёте, заявив, что хочет когда-нибудь пролететь под мостом Джорджа Вашингтона в Нью-Йорке.
Вирджиния Апгар никогда не была замужем и не имела детей, она умерла от цирроза печени 7-го августа 1974 года в Колумбийском пресвитерианском медицинском центре. Похоронена на кладбище Фэрвью в Уэстфилде, Нью-Джерси.

## Шкала APGAR

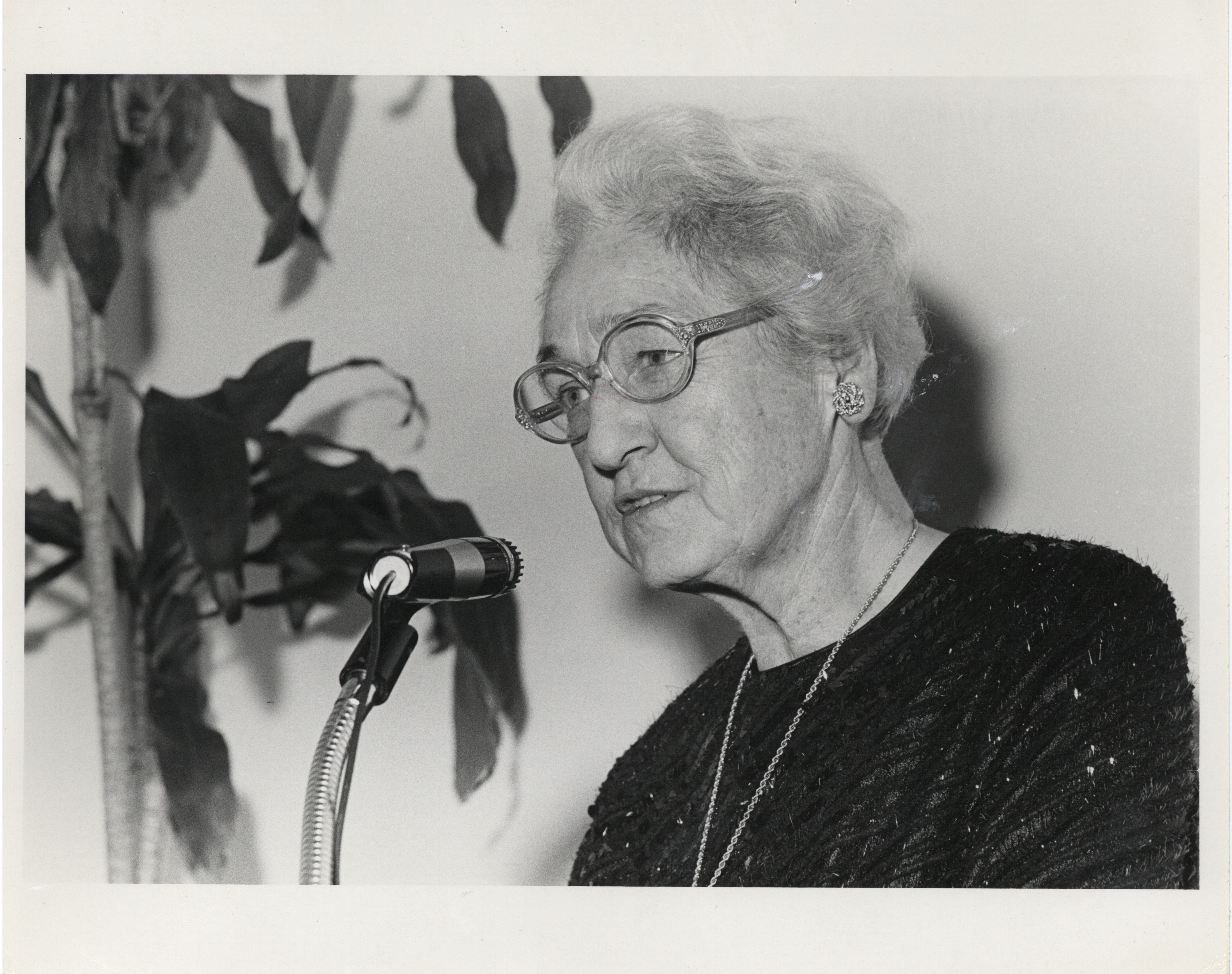
Вирджиния Апгар на выступлении комитета по трудоустройству инвалидов, 28 ноября 1973 года

Идея создания способа определения состояния новорожденного возникла у Вирджинии однажды утром, когда сотрудники кафедры анестезиологии обсуждали план на предстоящий день. Кто-то из студентов спросил у Апгар: как следует оценивать состояние младенца при рождении? Она набросала на листке основные параметры, которые необходимо определить у новорожденного, а сама поспешила в родильное отделение, чтобы применить на практике доступные и легко измеримые характеристики. Апгар оставила всего пять параметров, по которым персонал мог бы объективно определять состояние новорожденного непосредственно в родильном зале.
В 1952 году на 27-м ежегодном конгрессе анестезиологов Вирджиния Апгар впервые официально представила разработанную ею систему оценки состояния новорождённого на первых минутах жизни, а в 1953 году описание этой системы было опубликовано в докладе «Предложения по новому методу оценки новорожденного младенца» (A proposal for a New Method of Evaluation of the Newborn Infant).
Позднее Апгар продолжила исследование эффективности своей системы. В 1958 году ей были получены данные уже о 15348 младенцах. Спустя шесть лет от начала сбора материалов, она доказала, что при подобной оценке возможно предсказать необходимость проведения реанимационных мероприятий. Специалистами было признанно, что её метод является точным, объективным и достаточно лёгким в обучении и применении в повседневной практике. Своевременная терапия, основанная на использовании шкалы Апгар, позволила улучшить показатели выживаемости младенцев. Персонал отделений новорожденных получил универсальный язык общения, доступный для понимания каждому. Педиатр Джозеф Баттерфилд предложил использовать фамилию АПГАР (APGAR), как мнемоническую формулу, понятную представителям англоязычных стран:
- Appearance — внешний вид (цвет кожных покровов);
- Pulse (Heart Rate) — пульс ребёнка (частота сердечных сокращений);
- Grimace (Response to Stimulation) — гримаса, возникающая в ответ на раздражение;
- Activity (Muscle Tone) — активность движений, мышечный тонус;
- Respiration — дыхательные движения.

## Память
Вирджиния Апгар продолжает получать посмертное признание за свои достижения. В 1994 году почтовая служба США выпустила соответствующую именную марку из серии «Великие американцы». В 1995 Апгар была включена в Национальный зал славы женщин США. В 1999 была удостоена награды в рамках месяца женской истории от Национального женского исторического альянса. 7 июня 2018 года поисковая система Google отметила 109 лет со дня рождения Вирджинии Апгар дудлом в её честь.

## Избранные работы
- Is my baby all right? A guide to birth defect. — New York : Trident Press, 1972. — ISBN 9780671270957. (Апгар В. в соавторстве с Бек Д.)
- A proposal for a new method of evaluation of the newborn infant. Current Researches in Anesthesia & Analgesia. 32 (4): 260–267. 1953. PMID 13083014. Архивировано 30 ноября 2012. Дата обращения: 14 марта 2021. (Апгар В.)

## Награды и премии
- Почётный доктор Женского медицинского колледжа Пенсильвании (1964)
- Почётный доктор колледжа Маунт Холиок (1965)
- Награда за выдающиеся заслуги от Американского общества анестезиологов[англ.] (1966)
- Награда имени Элизабет Блэквелл от Американской женской медицинской ассоциации (1966)
- Почётный доктор Колледжа медицины и стоматологии Нью-Джерси (1967)
- Золотая медаль выпускника за выдающиеся достижения Колледжа терапии и хирургии Колумбийского университета (1973)
- Награда имени Ральфа Вотерса от Американского общества анестезиологов (1973)
- Женщина-учёный года по версии журнала Ladies Home[англ.] (1973)[10]

## Членство в организациях
- Член Нью-Йоркской медицинской академии, Американской ассоциации общественного здоровья и Нью-Йоркской академии наук[10]
- Входит в Национальный зал славы женщин США (1995)[18]